# Atrichopogon subcomatus
Atrichopogon subcomatus är en tvåvingeart som beskrevs av Bose och Gupta 2003. Atrichopogon subcomatus ingår i släktet Atrichopogon och familjen svidknott. Inga underarter finns listade i Catalogue of Life.